# Harborne
Harborne – dzielnica miasta Birmingham, w Anglii, w West Midlands, w dystrykcie Birmingham. Leży 4,7 km od centrum miasta Birmingham i 166 km od Londynu. W 2020 roku dzielnica liczyła 24 816 mieszkańców. Harborne jest wspomniana w Domesday Book (1086) jako Horeborne.